# Rudolph Grosse
Rudolph Grosse, auch Rudolf Grosse (* 12. Januar 1879 in Stendal; † 7. Februar 1949 ebenda), war ein deutscher Kommunalpolitiker, Wissenschaftler und Kunstsammler.
Grosse kam aus einer alteingesessenen Stendaler Buchhändler- und Verlegerfamilie. In Lübeck war er bis 1937 Stadtsyndikus und leitete als Staatskommissar der Hansestadt die städtischen Rechtsangelegenheiten. Zudem war er für die Bereiche Verkehr, Handel, Schifffahrt, Kommunikation und Finanzen zuständig.
Sein besonderes Interesse galt der Person von Johann Joachim Winckelmann. 1938 organisierte er die erste große Winckelmannausstellung.
Von 1947 bis zu seinem Tode leitete Grosse als Geschäftsführer die wiedergegründete Winckelmann-Gesellschaft in Stendal.
1948 erschien Grosses Schrift Mittelalterliche Holzschnittkunst und Plastik in der Altmark. Grosse war ein bedeutender Kunstsammler, der Kunst der Moderne, so von Kollwitz, Liebermann, Munch und Schmidt-Rottluff, erwarb. Seine Sammlung befindet sich im Stendaler Winckelmann-Museum.

## Darstellung Grosses in der bildenden Kunst
- Erwin Hahs: Lesender Mann – Rudolf Grosse (1942, Aquarell, 50 × 39 cm; Winckelmann-Museum)[3]